# Mama Baldé
Mama Samba Baldé (Bisáu, 6 de noviembre de 1995), más conocido como Mama Baldé, es un futbolista bisauguineano que juega en la demarcación de delantero para el Stade Brestois 29 de la Ligue 1. Es internacional con la selección de fútbol de Guinea-Bisáu.

## Trayectoria
Baldé comenzó su carrera como sénior en el Sintrense, de la localidad portuguesa de Sintra.
En 2014 ficha por el Sporting Clube de Portugal, para jugar en su filial, siendo cedido en 2015 al Sport Benfica e Castelo Branco y entre 2017 y 2019 en el Desportivo Aves, donde terminó de explotar como futbolista, al marcar 11 goles en 41 partidos.
En 2019 fichó por el Dijon F. C. O. Allí estuvo dos años, aunque siguió jugando en Francia tras ser traspasado al E. S. Troyes A. C.
El 30 de agosto de 2023 fue cedido al Olympique de Lyon por dos millones de euros. El acuerdo incluía una opción de compra de seis millones, más otro medio millón en variables, y un 10% de una plusvalía de un futuro traspaso. Dicha opción se hizo efectiva, aunque un año después de su llegada fue vendido al Stade Brestois 29 por cuatro millones y medio de euros más otros 2.4 millones en variables y 15% de la plusvalía de una venta futura.

## Selección nacional
Mama Baldé debutó con la selección de fútbol de Guinea-Bisáu el 8 de junio de 2019 en la derrota por 2-0 en un amistoso frente a la selección de fútbol de Angola.

## Clubes
| Club                            | País     | Año       |
| ------------------------------- | -------- | --------- |
| Sintrense                       | Portugal | 2013      |
| Sporting de Portugal "B"        | Portugal | 2014-2019 |
| Benfica Castelo Branco (cedido) | Portugal | 2015      |
| Desportivo Aves (cedido)        | Portugal | 2017-2019 |
| Dijon F. C. O.                  | Francia  | 2019-2021 |
| E. S. Troyes A. C.              | Francia  | 2021-2024 |
| Olympique de Lyon (cedido)      | Francia  | 2023-2024 |
| Olympique de Lyon               | Francia  | 2024      |
| Stade Brestois 29               | Francia  | 2024-     |